# 2024년 하계 올림픽 난민 선수단
IOC 난민 선수단은 2024년 프랑스 파리 하계올림픽에 출전한다. 11개국 출신의 37명의 선수들이 2024년 하계 올림픽에서 12개 종목의 난민 올림픽 대표팀을 대표하게 된다.

## 출전 선수
| 종목     | 남자 | 여자 | 전체 |
| -------- | ---- | ---- | ---- |
| 육상     | 6    | 2    | 8    |
| 배드민턴 | 0    | 1    | 1    |
| 복싱     | 1    | 1    | 2    |
| 브레이킹 | 0    | 1    | 1    |
| 카누     | 3    | 1    | 4    |
| 사이클   | 1    | 1    | 2    |
| 유도     | 3    | 3    | 6    |
| 사격     | 1    | 1    | 2    |
| 수영     | 2    | 0    | 2    |
| 태권도   | 4    | 1    | 5    |
| 역도     | 1    | 1    | 2    |
| 레슬링   | 2    | 0    | 2    |
| 전체     | 24   | 13   | 37   |

## 매달 집계
| 종목 | 1 | 2 | 3 | 합계 |
| 종목 | ' | ' | ' | '    |
| 종목 | ' | ' | ' | '    |
| 종목 | ' | ' | ' | '    |
| 합계 | ' | ' | ' | '    |

## 같이 보기
- 2024년 하계 올림픽 개인 중립 선수